# Béla Glattfelder

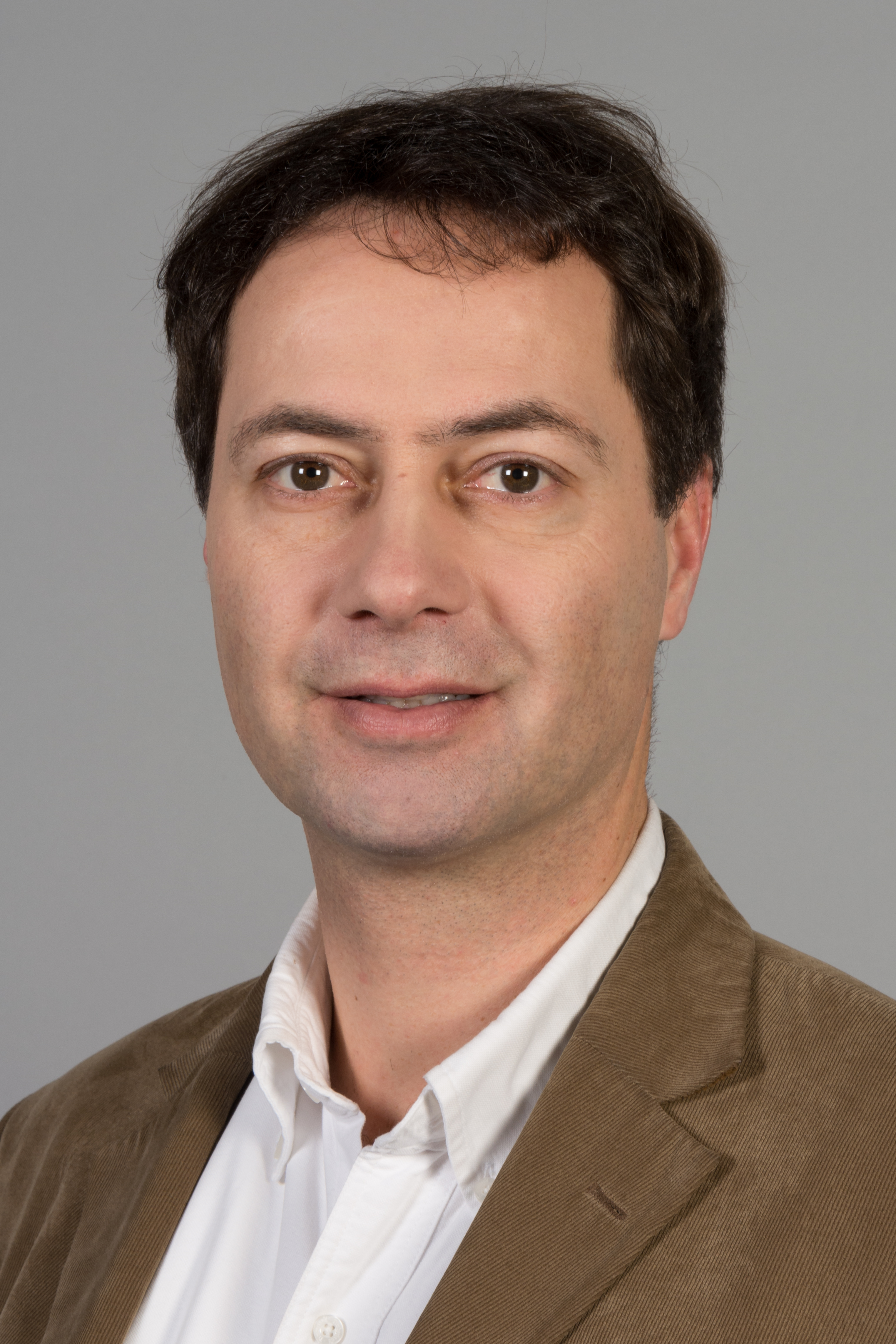
Glattfelder Béla 2014

Béla Glattfelder (* 4. Mai 1967 in Budapest) ist ein ungarischer Politiker der Fidesz – Ungarischer Bürgerbund.

## Leben
Glattfelder studierte Agrarwissenschaften. Von 1990 bis 2004 war er Abgeordneter des ungarischen Parlaments. Glattfelder ist seit 2004 Abgeordneter im Europäischen Parlament.